# Saint-Léger-sous-Beuvray
Saint-Léger-sous-Beuvray är en kommun i departementet Saône-et-Loire i regionen Bourgogne-Franche-Comté i östra Frankrike. Kommunen ligger i kantonen Saint-Léger-sous-Beuvray som tillhör arrondissementet Autun. År 2022 hade Saint-Léger-sous-Beuvray 371 invånare.

## Befolkningsutveckling
Antalet invånare i kommunen Saint-Léger-sous-Beuvray
| Referens: INSEE |